# Luis Estrada Rodríguez
Luis Estrada Rodríguez (Ciutat de Mèxic, 17 de gener de 1962) és un director, guionista, escriptor i productor de cinema mexicà. És fill del famós director de cinema José "El Perro" Estrada. És conegut pels seus films de crítica oberta cap al sistema polític mexicà i els temes polèmics que giren al voltant d'aquest. Dos de les seves pel·lícules, La ley de Herodes i El infierno han estat controvertides. Manté una forta amistat amb l'actor Damián Alcázar, qui ha estat el protagonista de totes les seves pel·lícules a partir de 1999.

## Trajectòria
Es va iniciar en l'ambient cinematogràfic gràcies al seu pare. En 1980 va ingressar al Centre Universitari d'Estudis Cinematogràfics de la UNAM, però no va acabar la carrera.
A partir de La ley de Herodes, estrenada en 1999 i protagonitzada per Damián Alcázar, comença a tenir un major reconeixement. La pel·lícula és una comèdia satírica que narra el problema de la corrupció política a Mèxic, guanyant diversos Premis Ariel, entre ells el de "Millor actor".
En el 2006, dirigeix i estrena Un mundo maravilloso que retrata el govern de Vicente Fox. Novament és protagonitzada per Damián Alcázar i és distribuïda per 20th Century Fox.
En el 2010 torna amb El infierno que aborda el problema actual del narcotràfic a Mèxic, i que també protagonitza Alcázar. La pel·lícula va guanyar diversos premis Ariel, entre ells el de "Millor pel·lícula".
En 2014 es va estrenar La dictadura perfecta una pel·lícula crítica sobre el govern d'Enrique Peña, la seva relació amb els mitjans de comunicació i diverses cortines amb les quals intenten cobrir malifetes. Novament és protagonitzada per Damián Alcázar. El 2015 va dir que deixava el cinema per la impossibilitat de dirigir pel·lícules. Tanmateix, el 2018 va anunciar que estava preparant una altra pel·lícula.

## Filmografia
| Any  | Pel·lícula             | Director | Productor | Escriptor | Notes                |
| ---- | ---------------------- | -------- | --------- | --------- | -------------------- |
| 1981 | Recuerdo de Xochimilco | Sí       |           |           | curtmetratge         |
| 1982 | Andante spianato       | Sí       |           | Sí        | curtmetratge         |
| 1983 | Laberinto cotidiano    |          |           |           | curtmetratge, editor |
| 1984 | La divina Lola         | Sí       |           | Sí        | cortometraje         |
| 1989 | Hora Marcada           | Sí       |           | Sí        | Episodi: El motel    |
| 1991 | Camino largo a Tijuana | Sí       | Sí        |           |                      |
| 1990 | El motel de la muerte  |          |           | Sí        |                      |
| 1991 | Bandidos               | Sí       | Sí        | Sí        |                      |
| 1994 | Ámbar                  | Sí       | Sí        | Sí        |                      |
| 1999 | La ley de Herodes      | Sí       | Sí        | Sí        |                      |
| 2006 | Un mundo maravilloso   | Sí       | Sí        | Sí        |                      |
| 2010 | El infierno            | Sí       | Sí        | Sí        |                      |
| 2014 | La dictadura perfecta  | Sí       | Sí        | Sí        |                      |